# Sant Pere Pescador
Sant Pere Pescador è un comune spagnolo di 1 425 abitanti situato nella comunità autonoma della Catalogna.